# Linea Tōkyū Ōimachi
La  linea Tōkyū Ōimachi (東急大井町線?, Tōkyū Ōimachi-sen) gestita dalla Tōkyū Corporation è una ferrovia a scartamento ridotto che collega le stazioni di Ōimachi a Shinagawa, Tokyo e Mizonokuchi, a Kawasaki, nella prefettura di Kanagawa collegando anche le città e i paesi situati fra le due metropoli.

## Storia
- 6 luglio 1927: La sezione tra Ōimachi e Ōokayama venne aperta dalla Meguro-Kamata Electric Railway (目黒蒲田電鉄).
- 1º novembre 1929: Venne aperta una nuova sezione tra Jiyūgaoka e Futako-Tamagawa.
- 25 dicembre 1929: Le due sezioni vengono unite.
- 29 giugno 1938: La Meguro-Kamata Railway venne assorbita dalla Tokyo-Yokohama Electric Railway (東京横浜電鉄).
- 1º luglio 1943: Lo scartamento venne ridotto da 1372 mm a 1067 mm.
- 15 gennaio 1958: La tensione della catenaria venne portata da 600 V a 1500 V CC.
- 11 ottobre 1963: La linea venne contrassegnata come parte della linea Den-en-toshi.
- 12 agosto 1979: La linea venne rinominata in Oimachi-sen (Linea Oimachi).
- 23 febbraio 2008: Il sistema ATS venne rimpiazzato dall'ATC.
- 28 marzo 2008: Venne inaugurato il servizio espresso e introdotti i nuovi elettrotreni Tokyu serie 6000.
- 11 luglio 2009: La linea venne prolungata da Futako-Tamagawa a Mizonokuchi.
- 2017: Nelle fermate servite dal servizio espresso vennero allungate le banchine in modo da allungare gli elettrotreni della serie 6000 da 6 carrozze a 7, anche in seguito all'introduzione dei nuovi elettrotreni Tokyu serie 6020.

## Servizi e stazioni

### Tipologie di servizi
- Locale Blu (ferma in tutte le stazioni)
- Locale Verde (non effettua Futako-Shinchi e a Takatsu)
- Espresso

### Stazioni
| Numero | Stazione        | Giapponese | Fermate      | Fermate        | Fermate  | Linea              | Collegamenti                                   | Posizione            | Posizione |
| Numero | Stazione        | Giapponese | Locale "blu" | Locale "verde" | Espresso | Linea              | Collegamenti                                   | Posizione            | Posizione |
| ------ | --------------- | ---------- | ------------ | -------------- | -------- | ------------------ | ---------------------------------------------- | -------------------- | --------- |
| OM01   | Ōimachi         | 大井町     | ●            | ●              | ●        | Tokyu Oimachi      | ■ Linea Keihin-Tōhoku ■ Linea Rinkai           | Shinagawa            | Tokyo     |
| OM02   | Shimo-Shinmei   | 下神明     | ●            | ●              | ｜       | Tokyu Oimachi      |                                                | Shinagawa            | Tokyo     |
| OM03   | Togoshi-kōen    | 戸越公園   | ●            | ●              | ｜       | Tokyu Oimachi      |                                                | Shinagawa            | Tokyo     |
| OM04   | Nakanobu        | 中延       | ●            | ●              | ｜       | Tokyu Oimachi      | Toei Linea Asakusa                             | Shinagawa            | Tokyo     |
| OM05   | Ebaramachi      | 荏原町     | ●            | ●              | ｜       | Tokyu Oimachi      |                                                | Shinagawa            | Tokyo     |
| OM06   | Hatanodai       | 旗の台     | ●            | ●              | ●        | Tokyu Oimachi      | ■ Linea Tōkyū Ikegami                          | Shinagawa            | Tokyo     |
| OM07   | Kita-Senzoku    | 北千束     | ●            | ●              | ｜       | Tokyu Oimachi      |                                                | Ōta                  | Tokyo     |
| OM08   | Ōokayama        | 大岡山     | ●            | ●              | ●        | Tokyu Oimachi      | ■ Linea Tōkyū Meguro                           | Meguro               | Tokyo     |
| OM09   | Midorigaoka     | 緑が丘     | ●            | ●              | ｜       | Tokyu Oimachi      |                                                | Meguro               | Tokyo     |
| OM010  | Jiyūgaoka       | 自由が丘   | ●            | ●              | ●        | Tokyu Oimachi      | ■ Linea Tōkyū Tōyoko                           | Meguro               | Tokyo     |
| OM11   | Kuhombutsu      | 九品仏     | ●            | ●              | ｜       | Tokyu Oimachi      |                                                | Setagaya             | Tokyo     |
| OM12   | Oyamadai        | 尾山台     | ●            | ●              | ｜       | Tokyu Oimachi      |                                                | Setagaya             | Tokyo     |
| OM13   | Todoroki        | 等々力     | ●            | ●              | ｜       | Tokyu Oimachi      |                                                | Setagaya             | Tokyo     |
| OM14   | Kami-Noge       | 上野毛     | ●            | ●              | ｜       | Tokyu Oimachi      |                                                | Setagaya             | Tokyo     |
| OM15   | Futako-Tamagawa | 二子玉川   | ●            | ●              | ●        | Tokyu Oimachi      | ■ Linea Tōkyū Den-en-toshi (direzione Shibuya) | Setagaya             | Tokyo     |
| DT08   | Futako-Shinchi  | 二子新地   | ●            | ｜             | ｜       | Tokyu Den-En-Toshi | ■ Linea Tōkyū Den-en-toshi                     | Takatsu-ku, Kawasaki | Kanagawa  |
| DT09   | Takatsu         | 高津       | ●            | ｜             | ｜       | Tokyu Den-En-Toshi | ■ Linea Tōkyū Den-en-toshi                     | Takatsu-ku, Kawasaki | Kanagawa  |
| OM16   | Mizonokuchi     | 溝の口     | ●            | ●              | ●        | Tokyu Den-En-Toshi | ■ Linea Tōkyū Den-en-toshi                     | Takatsu-ku, Kawasaki | Kanagawa  |

## Materiale rotabile

### Materiale attuale
- Tokyu serie 8500 elettrotreni a 5 carrozze
- Tokyu serie 9000 elettrotreni a 5 carrozze
- Tokyu serie 6000 elettrotreni a 7 carrozze (originariamente 6)
- Tokyu serie 6020 elettrotreni a 7 carrozze

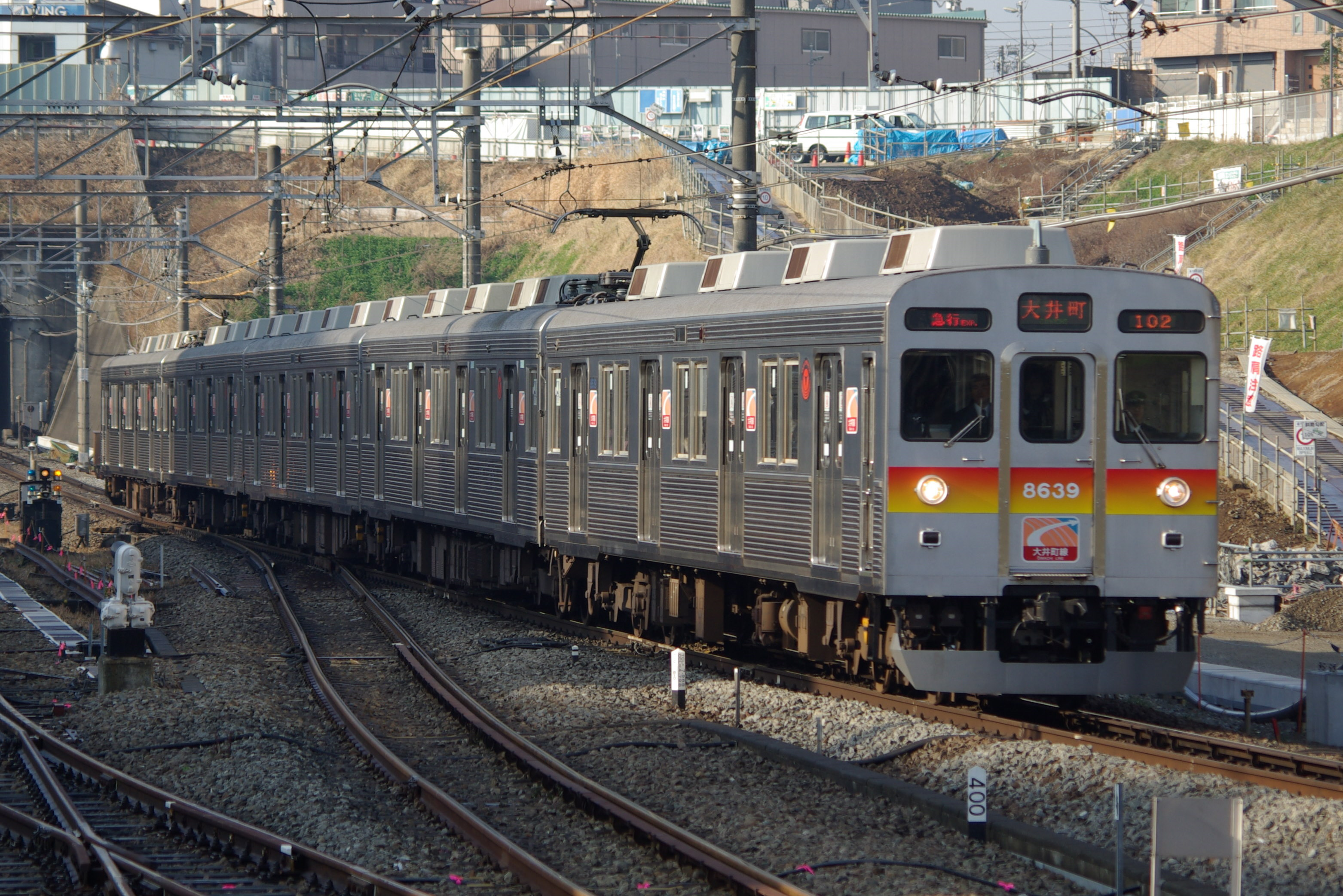
Serie 8500
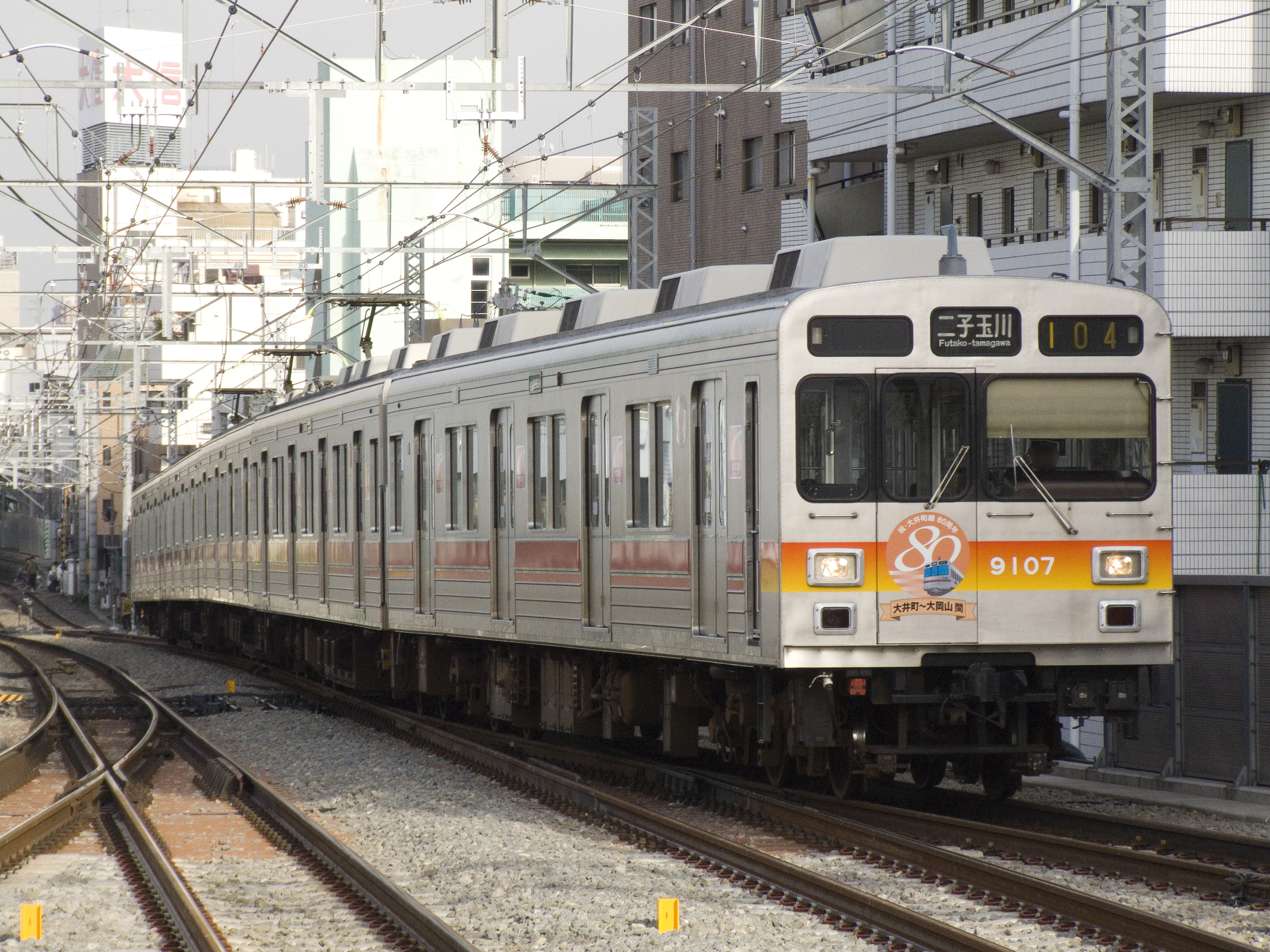
Serie 9000
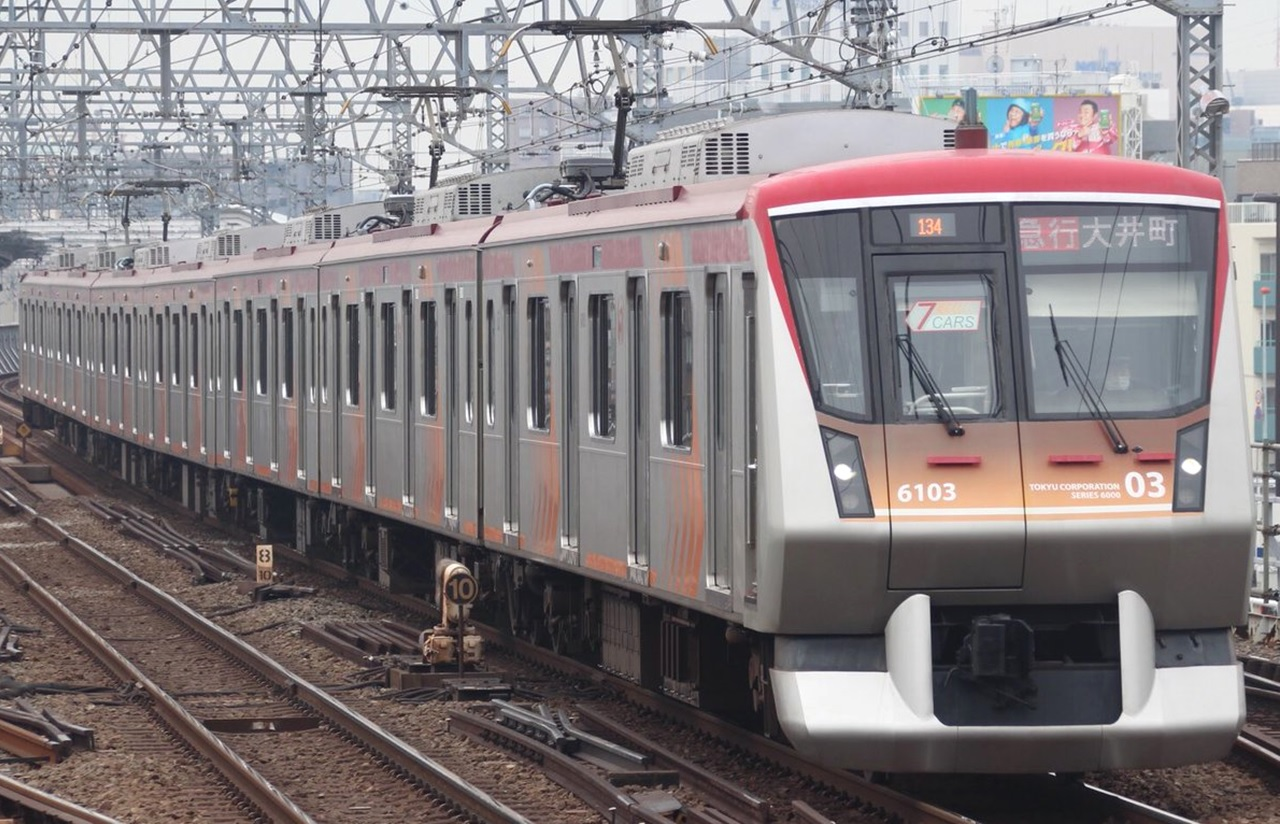
Serie 6000
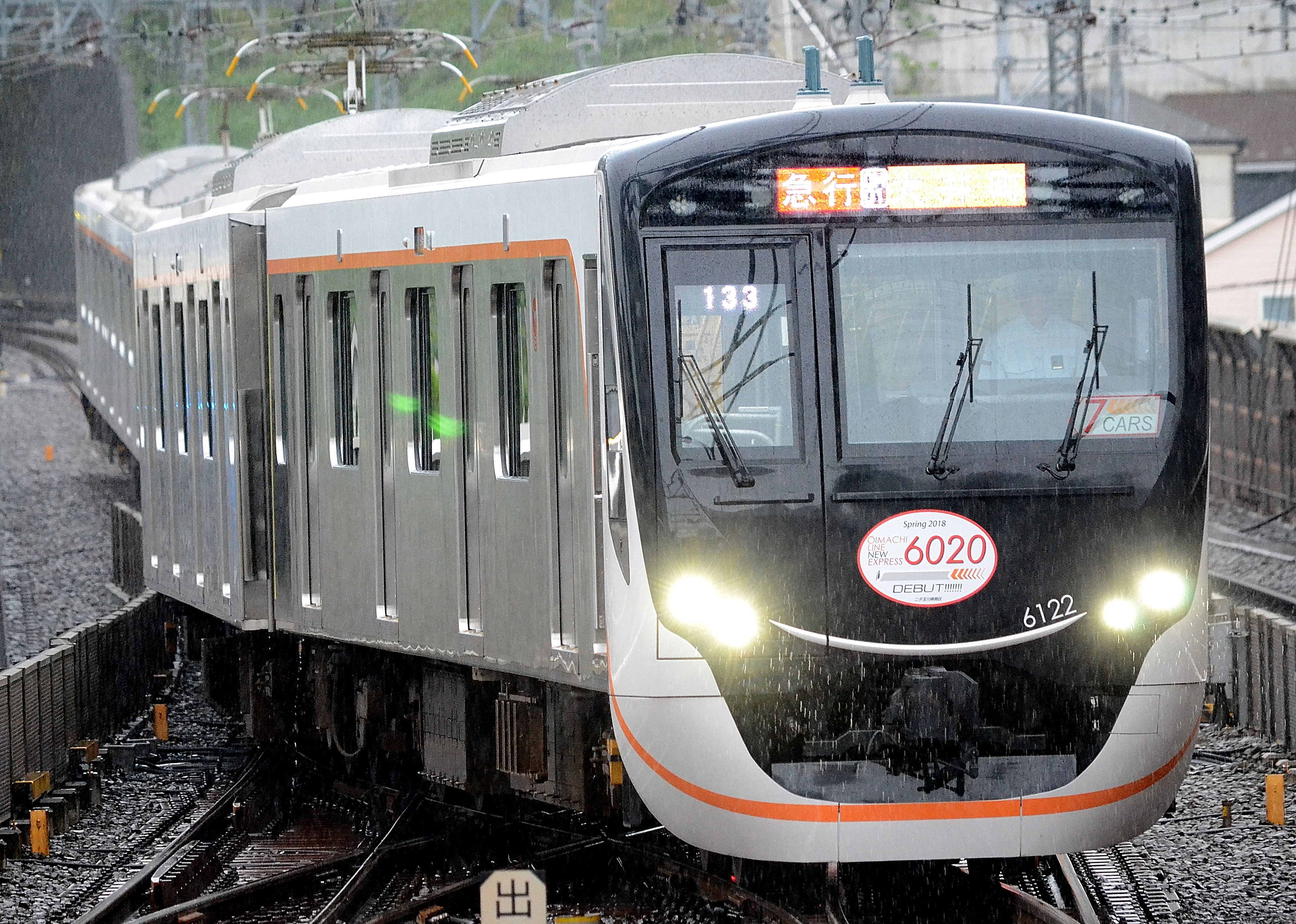
Serie 6020